# ディアギレヴォ空軍基地
ディアギレヴォ空軍基地（ディアギレヴォくうぐんきち、ロシア語: Авиационная база Дягилево）は、ロシア連邦リャザン州のリャザンに位置する、ロシア航空宇宙軍の基地である。遠距離航空コマンド直轄部隊の第43戦闘転換訓練センターなどが所在している。また、基地に隣接して第360航空機修理工場が設置されている。

## ロシアによるウクライナ侵攻

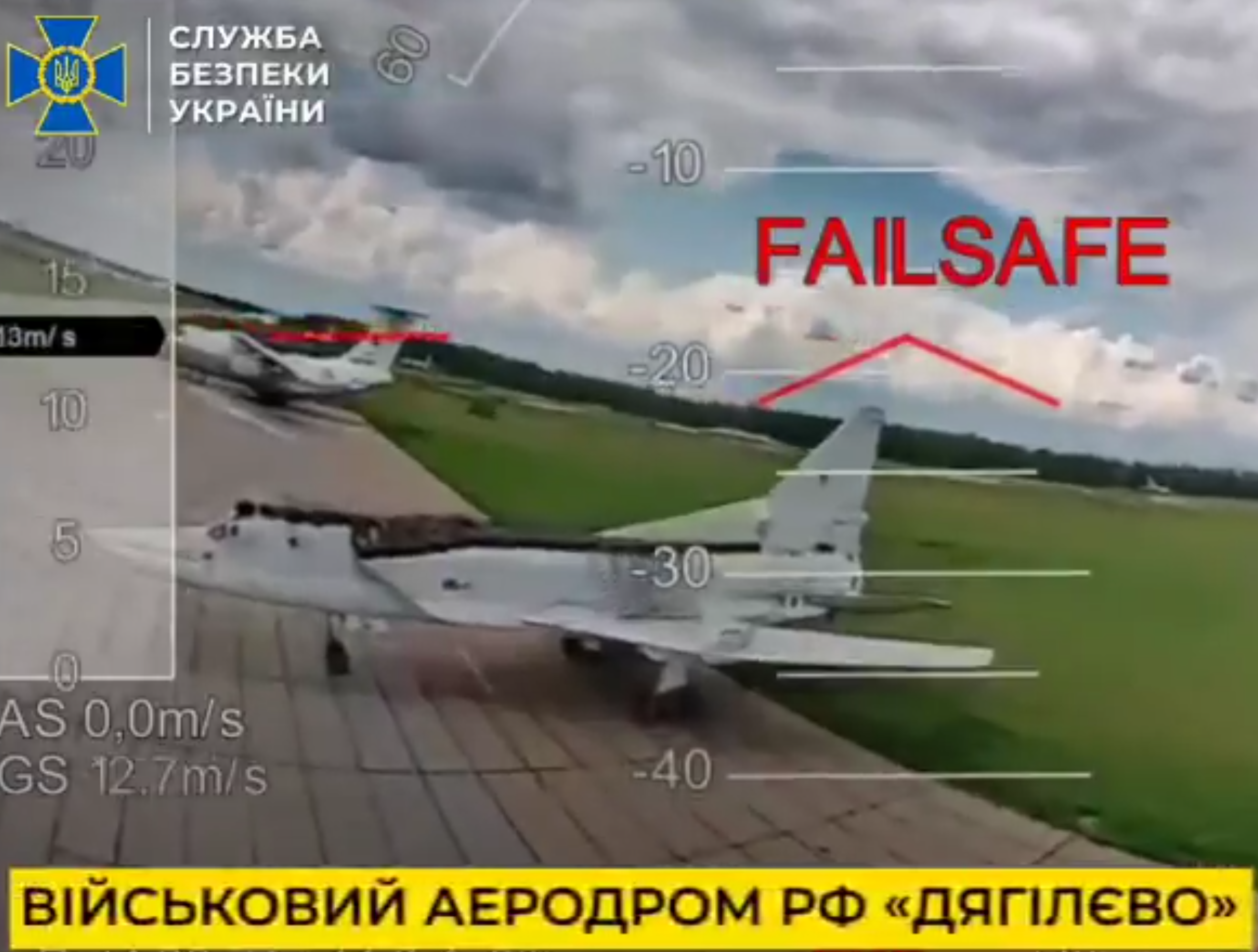
2025年6月のウクライナ保安庁による蜘蛛の巣作戦で駐機中のTu-22M3を捉えた、ウクライナのドローン映像

2022年2月からのウクライナ侵攻後、ディアギレヴォ空軍基地はウクライナの攻撃を幾度となく受けている。2022年12月5日、Tu-141無人偵察機改造機による攻撃で、駐機中のTu-95MSとTu-22M3が損傷し、軍人6人が死亡、11人が負傷した。
また、2025年6月1日にはウクライナ保安庁が実施した蜘蛛の巣作戦でドローンによる襲撃を受けている。

## 所在部隊
遠距離航空コマンド隷下
- 第43戦闘転換訓練センター[6] - Tu-95MS、Tu-22M3、An-26
- 第203親衛空中給油連隊[7] - Il-78/M